# Maulali
Maulali (nep. मौलाली) – gaun wikas samiti w zachodniej części Nepalu w strefie Seti w dystrykcie Bajhang. Według nepalskiego spisu powszechnego z 2011 roku liczył on 623 gospodarstwa domowe i 3413 mieszkańców (1846 kobiet i 1567 mężczyzn).